# Pipewell Abbey
Pipewell Abbey (St. Mary de Divisis, nach der Lage auf beiden Seiten des Harpers Brook, der zugleich eine politische Grenze bildete; Pipewella) ist ein ehemaliges Zisterzienserkloster in England. Die Überreste des Klosters liegen am Ostrand des kleinen Dorfs Pipewell in Northamptonshire im Borough of Kettering, ca. 5 km südwestlich von Corby, nördlich des Bachs Harpers Brook.

## Geschichte
Das Kloster wurde im Jahr 1143 von William Bouteleveyne (auch Butevilain) als Tochterkloster von Newminster Abbey, einem Tochterkloster von Fountains Abbey, das selbst der Filiation der Primarabtei Clairvaux entstammte, gestiftet. Gründungskonvente trafen gleichzeitig von Newminster Abbey und von Garendon Abbey ein, der Konvent von Garendon musste sich aber wieder zurückziehen. Die Klostergebäude wurden im 13. Jahrhundert neu errichtet und 1311 geweiht. Die Abtei besaß mehrere Grangien, darunter die wichtige Causton Grange in Warwickshire, quasi eine Abtei en miniature. Das Einkommen der Abtei bestand weitgehend aus Bauholz aus dem Rockingham Forest. Im 15. Jahrhundert verarmte die Abtei. 1538 wurde das Kloster von der Krone eingezogen und an William Parre, den Schwager von König Heinrich VIII., verliehen. Heute steht das Gelände im Eigentum der Familie Comerford. Den Westteil nimmt die Home Farm ein. Der Plan der Klosteranlage konnte anlässlich einer Ausgrabung im Jahr 1909 teilweise ermittelt werden.

## Anlage und Bauten
Von der Anlage ist über dem Grund seit 1720 nichts mehr erhalten, Bodenunregelmäßigkeiten hinter der Home Farm geben einen groben Eindruck von der Anlage. Der Plan bei New zeigt eine regelmäßige Anlage nach bernhardinischem Plan, die Kirche mit Rechteckchor mit zwei Seitenschiffen, Querhaus und einem dreischiffigen Langhaus unbekannter Länge. Die Klausur befand sich südlich (rechts von) der Kirche. Bodenfliesen aus dem Kloster finden sich in der Kirche von Great Oakley, weitere Ausstattungsstücke in der Kirche von Brigstock und dem Herrenhaus von Little Oakley.